# Nueva Toledo (Paraguay)
Nueva Toledo (también llamada simplemente Toledo) es una ciudad y distrito de Paraguay, en el Departamento de Caaguazú, situada entre los distritos de Raúl Arsenio Oviedo y Mariscal Francisco Solano López

## Toponimia
Su nombre se atribuye a que el fundador de dicha ciudad era originario de la ciudad brasileña de Toledo.

## Historia
La comunidad de la que deriva Nueva Toledo fue fundada por el ciudadano brasileño Senno Felipe Keiffer con la denominación de Turco Kue en octubre de 1973, pasando posteriormente a la actual denominación.
En aplicación de la Ley legislativa nº 4494 de 16 de noviembre de 2011, fue creado el nuevo distrito de Nueva Toledo, con la unión de 26.701 km² del distrito de Raúl Oviedo y 34.174 km² del distrito de Mariscal Francisco Solano López, teniendo el nuevo distrito un total de 60.875 km².
Dicho distrito se halla a 143 km de Coronel Oviedo y la mayoría de sus habitantes son colonos brasileños que se dedican a la agricultura mecanizada.